# مولی بوتکین
مولی بوتکین (به انگلیسی: Molly Botkin) شناگر و برندهٔ مدال طلای بازی‌های پان امریکن، زادهٔ ۲۶ اوت ۱۹۴۳) شناگر اهل ایالات متحده آمریکا است.
وی در بازی‌های المپیک تابستانی ۱۹۶۰ عضو تیم ۴×۱۰۰ متر آزاد امدادی زنان آمریکا بوده است و این تیم در رتبه اول بازی‌های المپیک قرار گرفته است.